# Bastione di Santo Spirito
Il bastione di Santo Spirito è un baluardo situato lungo le mura magistrali di Verona, sulla destra d'Adige, ideato dall'architetto militare Franz von Scholl.

## Storia e descrizione
Una prima fase vide la costruzione della cinta muraria scaligera, commissionata da Cangrande della Scala e realizzata tra 1321 e 1325 su progetto del maestro Calzaro. In particolare, in questo punto sorgeva porta del Calzaro, la quale intercettava tutte le strade provenienti da sud e il cui nome derivava dalla lapide murata nella porta, recante un'iscrizione che informava della conclusione dei lavori di edificazione della cinta realizzata da Calzarius. In un momento successivo, tra 1517 e 1525, al posto della difesa medievale venne realizzato una rondella su progetto di Teodoro Trivulzio, nell'ambito del rafforzamento da parte della Repubblica di Venezia delle fortificazioni di Verona, che aveva l'obiettivo di renderle più adatte all'introduzione della polvere da sparo.
Il baluardo veneziano venne però demolito tra 1801 e 1802 dalle truppe napoleoniche, per cui venne ricostruito nel 1836 su commissione dell'Impero austro-ungarico: questo, insieme ad altri cinque bastioni situati lungo le mura meridionali, venne ideato dall'architetto austriaco Franz von Scholl, per cui tutti e sei rispecchiano il medesimo tipo fortificatorio, del tutto innovativo e originale. I nuovi bastioni sono simili per forma, in pianta, nei profili e per l'ordinamento funzionale, rispondendo a ragioni di economia costruttiva e ai più progrediti criteri della difesa attiva, a sortite offensive.
Si tratta di un bastione pentagonale formato da terrapieno con scarpate a pendenza naturale, cinto da muro di rivestimento distaccato alla Carnot, con orecchioni e porte di sortita, caponiera centrale a due piani, poterne di comunicazione ai due lati e una polveriera per l'uso giornaliero sul fronte di gola. Il muro distaccato e le altre opere murarie sono rivestite di conci di tufo veronese a opus poligonale. Invece le cortine murarie annesse, cinquecentesche, sono rivestite da un paramento in laterizio il cui profilo è a scarpa, ossia in pendenza sino all'altezza della cordonatura di pietra, e terminano con un coronamento superiore, sempre in laterizio, verticale, che sostiene il parapetto di terra con scarpata a pendenza naturale. Il muro aderente è attraversato da una galleria di contromina, provvista di spiragli per la luce e per l'aria.